# Andrew Huberman
Andrew David Huberman (26 de septiembre de 1975) es un neurocientífico y podcaster estadounidense. Es profesor asociado de neurobiología y oftalmología en la Facultad de Medicina de la Universidad de Stanford. Desde 2021, presenta el popular podcast Huberman Lab centrado en la ciencia y protocolos prácticos para la salud. El podcast ha recibido críticas por promover afirmaciones sobre la salud poco fundamentadas. Huberman ha promovido y se ha asociado con empresas de suplementos de salud.

## Juventud y educación
Huberman nació en 1975 en el Hospital Stanford de Palo Alto, California, hijo de un físico argentino y profesor de Stanford y una autora de libros infantiles. De niño, participó en actividades deportivas, incluyendo fútbol y natación. Recibió su educación temprana en Gunn High School.
Sus padres se divorciaron cuando él tenía 12 años. Después del divorcio de sus padres, se alejó de los estudios tradicionales y se interesó por el skate. También consideró brevemente una carrera como bombero. Después de un descanso de la educación formal y una reevaluación de sus intereses influenciados por la terapia y un interés en la biopsicología, Huberman reanudó sus estudios y asistió a Foothill College.
Huberman se graduó de la Universidad de California, Santa Bárbara en 1998 con una licenciatura en psicología. Posteriormente obtuvo una maestría en psicología en 2000 en la Universidad de California, Berkeley. Mientras estaba en Berkeley, Huberman se acercó a Carla J. Shatz para que fuera su asesora de doctorado; sin embargo, ella rechazó la oferta, preocupada porque él tenía una formación limitada en biología molecular y celular y porque ella trasladaría su laboratorio a Harvard. Ella animó a Huberman a transferirse a la Universidad de California, Davis, y a ponerse en contacto con Barbara Chapman. Huberman obtuvo un doctorado en neurociencia de la UC Davis en 2004.

## Carrera
Huberman pasó cinco años en la Universidad de Stanford como investigador postdoctoral con Ben Barres entre 2006 y 2011. De 2006 a 2009 fue becario postdoctoral por la Fundación Helen Hay Whitney. Durante su trabajo postdoctoral en Stanford, Huberman desarrolló herramientas genéticas para estudiar el sistema visual y contribuyó a Thrasher.
De 2011 a 2015, Huberman fue profesor asistente de neurobiología y neurociencia en la Universidad de California en San Diego. En 2016, Huberman asumió un puesto docente en la Universidad de Stanford.
Huberman realiza investigaciones en su laboratorio conocido como Huberman Lab, que estableció en la Universidad de California, San Diego, centrándose en las ciencias biológicas. Posteriormente, trasladó su laboratorio a Stanford cuando se incorporó allí en 2016.
El laboratorio ganó atención en 2016 por usar realidad virtual (RV) para estimular el recrecimiento de neuronas de la retina. El laboratorio también investigó intervenciones no farmacológicas para los trastornos de ansiedad, incluida la exposición a VR a factores estresantes controlados y técnicas de respiración.
En 2023, el laboratorio de Huberman, junto con David Spiegel, publicó un artículo de investigación sobre la mitigación del estrés y realizó una investigación sobre la hormona cortisol. El laboratorio también publicó un estudio sobre la regeneración del sistema visual, contribuyendo a la comprensión de las técnicas de manejo del estrés y el potencial de recuperación del sistema visual.
Huberman también dirigió trabajos que investigan la regeneración del tejido ocular en ratones, lo que puede tener una aplicación futura en el estudio de la regeneración del nervio óptico en humanos.
En 2024, la revista New York Magazine afirmó que el laboratorio de Huberman en Stanford "apenas existe", con solo un posdoctorado trabajando allí y el laboratorio habiéndose reducido significativamente durante la pandemia de COVID-19. Un portavoz de Huberman dijo que el laboratorio todavía estaba operativo.

## Pódcasts
Huberman conoció a Robert Mohr en 2019, un publicista de salud y fitness con sede en Nueva York que produjo "The Fight with Teddy Atlas", un podcast de boxeo. A medida que avanzaba la pandemia de COVID-19, Huberman se sintió cada vez más insatisfecho con lo que consideraba un enfoque estrecho de las autoridades sanitarias sobre el virus sin ofrecer orientación para mejorar la salud pública. Mohr facilitó las apariciones de Huberman en importantes podcasts, incluidos aquellos presentados por Joe Rogan y Rich Roll. Estas apariciones ayudaron a aumentar su número de seguidores en las redes sociales. A finales de 2020, Huberman apareció en el podcast de tecnología de Lex Fridman, este lo animó a empezar su propio podcast.
En 2021, Huberman lanzó el podcast Huberman Lab. Ese mismo año, Huberman y Mohr cofundaron Scicomm Media para producir contenido relacionado con la ciencia. A partir de 2023, el podcast se había convertido en el tercer podcast más popular en los EE. UU. en la plataforma Spotify y el programa más seguido en Apple Podcasts. En 2023, la revista GQ lo calificó como "uno de los programas más escuchados del mundo". En mayo de 2025 su canal de YouTube cuenta con 6,7 millones de suscriptores y su cuenta de Instagram tiene 7,4 millones. En 2025, el podcast The Huberman Lab ganó el premio al "Mejor podcast de bienestar y fitness" en los premios iHeartPodcast.
Jonathan Jarry, de la Oficina de Ciencia y Sociedad, ha cuestionado la promoción que hace Huberman de suplementos dietéticos "mal regulados". Según Jarry, el podcast The Huberman Lab ha sido patrocinado por "empresas que ofrecen productos cuestionables desde la perspectiva de la medicina basada en la ciencia". Joseph Zundell, un biólogo oncólogo, confía en la experiencia de Huberman en neurociencia, pero también lo critica por extrapolar la investigación animal para uso humano sin una justificación científica apropiada y desviándose de su área de especialización. Estas críticas fueron repetidas por la revista New York Magazine, que también afirmó que Huberman a menudo "postula certeza donde hay ambigüedad". El neurocientífico David Berson, que conoce a Huberman desde su investigación postdoctoral y ha sido invitado a su podcast, dice que la investigación de Huberman es respetada entre los neurocientíficos y describió su podcast como "un servicio fabuloso para el mundo" y una forma de "abrir las puertas" al mundo de la ciencia. Sin embargo, Berson también señaló que la comunidad de investigación no siempre aprobó la monetización del podcast de Huberman a través de patrocinadores y asociaciones. Su promoción de suplementos de salud no regulados ha sido particularmente controvertida, ya que estos productos a menudo tienen poca evidencia científica que respalde su eficacia. Según la inmunóloga, microbióloga y comunicadora científica Andrea Love, el contenido del podcast de Huberman es característico de la pseudociencia, presentando a menudo afirmaciones sobre la salud como científicas cuando en realidad no están suficientemente respaldadas por evidencia científica o simplemente son erróneas.
Según un artículo en Coda, Huberman ha promovido opiniones contrarias a los protectores solares en su podcast, diciendo "...[Tengo] tanto miedo a los protectores solares como al melanoma" y afirmando que las moléculas de algunos tipos de protectores solares se pueden encontrar en las neuronas 10 años después de su aplicación sin aportar ninguna evidencia. En un artículo de GQ de 2023, Huberman afirmó que no es un "conspiranoico en defensa del protector solar", un término utilizado para describir a los teóricos de la conspiración que se oponen a él. Huberman también ha expresado su escepticismo hacia la fluoración a pesar de la evidencia científica de su eficacia. Ha hablado sobre la vacunación contra la gripe y cómo reduce el riesgo de contraerla, pero ha dejado de lado la vacunación porque no suele interactuar con muchas personas a diario.

## Premios
- Premio Cogan por contribuciones a la ciencia de la visión y la oftalmología (2017) [26]
- Premio Pew Biomedical Scholar (2013-2017) [27]
- Premio McKnight a la Investigación en Neurociencia (2013-2016) [28]
- Premio Allan G. Marr (2005) [11]

## Publicaciones seleccionadas
- Lim JH, Stafford BK, Nguyen PL, Lien BV, Wang C, Zukor K, He Z, Huberman AD (Agosto, 2016). «Neural activity promotes long-distance, target-specific regeneration of adult retinal axons» [La actividad neurural promueve la regeneración a largo plazo y específica de los axones de la retina adultas]. Nat Neurosci 19: 1073-84. PMC 5708130. PMID 27399843. doi:10.1038/nn.4340.

- Balban MY, Neri E, Kogon MM, Weed L, Nouriani B, Jo B, Holl G, Zeitzer JM, Spiegel D, Huberman AD (Enero, 2023). «Brief structured respiration practices enhance mood and reduce physiological arousal» [Breves prácticas de respiración estructurada mejoran el estado de ánimo y reducen la excitación fisiológica]. Cell Rep Med 4. PMC 9873947. PMID 36630953. doi:10.1016/j.xcrm.2022.100895.